# Jang Dong-yoon
Jang Dong-yoon (장동윤?, Jang Dong-yunLR, Chang TongyunMR; Daegu, 12 luglio 1992) è un attore sudcoreano.

## Vita privata
Jang Dong-yoon ha iniziato il servizio militare obbligatorio a maggio 2012, ed è stato congedato a febbraio 2014.

## Filmografia

### Cinema
- Beautiful Days (뷰티풀 데이즈?), regia di Jéro Yun (2018)
- Run Boy Run (런보이런?), regia di Oh Won-jae (2020)

### Televisione
- Ge-imhoesa yeojig-wondeul (게임회사 여직원들?) – webserie (2016)
- Sollomon-ui wijeung (솔로몬의 위증?) – serie TV (2016)
- Nae-ilbuteo urineun ( 내일부터 우리는?) – webserie (2017)
- Hakgyo 2017 (학교 2017?) – serie TV (2017)
- Uriga gyejeor-iramyeon (우리가 계절이라면?) – film TV (2017)
- Park daeri-ui eunmilhan sasaenghwal (박대리의 은밀한 사생활?) – film TV (2017)
- Sireul ijeun geudae-ege (시를 잊은 그대에게?) – serie TV (2018)
- Mr. Sunshine (미스터 션샤인?) – serie TV (2018)
- Tempo Girls (땐뽀걸즈?) – serie TV (2018)
- Nok-du jeon (녹두전?) – serie TV (2019)
- Search (써치?) – serie TV (2020)
- Joseon gumasa (조선구마사?) – serie TV, 2 episodi (2021)
- Un raggio di sole al giorno (정신병동에도 아침이 와요?, Jeongsinbyeongdong-edo achim-i wa-yoLR) – serie TV (2023)
- Cupido amore mio (내 남자는 큐피드?, Nae namjaneun KyupideuLR) – serie TV (2023-2024)

## Videografia
- 2016 – 10 cm - That 5 Minutes
- 2016 – Bolbbalgan4 - Galaxy
- 2017 – Naul - Emptiness In Memory

## Riconoscimenti
- KBS Drama Awards
  - 2017 – Candidatura come Best Actor in a One Act/Special/Short Drama per Uriga gyejeor-iramyeon
- KBS Drama Awards
  - 2018 – Excellence Award, Actor in a One Act/Special/Short Drama per Ttaenppogeoljeu[4]
- Chunsa Film Art Awards
  - 2019 – Candidatura come Best New Actor per Beautiful Days
- Korea First Brand Awards
  - 2019 – Rising Star Award, Actor[5]
- KBS Drama Awards
  - 2019 – Excellence Award, Actor in a Miniseries per Nok-du jeon
  - Candidatura - Netizen Award, Actor per Nok-du jeon
  - Miglior coppia con Kim So-hyun per Nok-du jeon[6]
  - Candidatura - Miglior coppia con Kang Tae-oh per Nok-du jeon
- Premio Daejong
  - 2020 – Candidatura come Best New Actor per Beautiful Days